# Eilicrinia rosearia
Eilicrinia rosearia är en fjärilsart som beskrevs av Bang-haas 1907. Eilicrinia rosearia ingår i släktet Eilicrinia och familjen mätare. Inga underarter finns listade i Catalogue of Life.